# Acomys ignitus
Acomys ignitus là một loài động vật có vú trong họ Chuột, bộ Gặm nhấm. Loài này được Dollman mô tả năm 1910.
Loài này được tìm thấy ở Kenya, Somalia, và Tanzania. Môi trường sống tự nhiên của nó là xavan khô và vùng núi đá.